# Ludwig Durek
Ludwig Durek (* 27. Jänner 1921 in Wien; † 14. April 2000) war ein österreichischer Fußballspieler und zweimaliger Nationalspieler. Mit dem Anschluss Österreichs kam er auch für die deutsche Nationalmannschaft zum Einsatz.

## Spielerkarriere

### Vereine
Durek begann im Alter von zwölf Jahren beim SC Nicholson mit dem vereinsmäßigen Fußballspiel und blieb seinem Stammverein, der ab Februar 1933 sehr erfolgreich als FC Wien auftrat, bis 1946 treu. Die Saison 1938/39 schloss er mit dem Favoritner Traditionsklub als Meister der Bezirksklasse Wien A ab und stieg ungeschlagen und unangefochten als Erster der Aufstiegsrunde (gegen Linzer ASK, WSV BU Neunkirchen und WSV Donawitz) in die seinerzeit höchste Spielklasse, der Gauliga Ostmark, auf.
Sein größter Erfolg auf Vereinsebene war der Gewinn des Vizemeistertitels mit dem FC Wien in der Saison 1941/42 hinter dem First Vienna FC. 1943 wirkte er als Kriegsgastspieler einige Monate beim Luftwaffen-Sportverein Berlin und kam während dieser Zeit auch in der Gauliga Berlin-Brandenburg zum Einsatz. 1946 wechselte er nach Graz zum SK Sturm, mit dem er bis 1956 zweimal die Steirische Landesmeisterschaft und dreimal den Landespokal gewinnen konnte. Mit 35 Jahren wechselte er in die Obersteiermark und spielte für den amtierenden Landesmeister WSV Donawitz. Nach mehreren Vereinswechseln beendete er 1963 seine aktive Fußballerkarriere beim FC Graz.

### Auswahl-/Nationalmannschaft
Durek nahm als Spieler der Gauauswahlmannschaft Donau-Alpenland am Wettbewerb um den Reichsbundpokal 1941/42 teil und unterlag am 7. Dezember 1942 im Wiener Praterstadion der Gauauswahlmannschaft Niederrhein durch das Tor des Esseners Josef Arens mit 0:1.
Durek bestritt sechs Länderspiele für die deutsche Nationalmannschaft, für die er am 15. September 1940 in Bratislava beim 1:0-Sieg über die slowakische Nationalmannschaft debütierte und mit dem Siegtreffer in der 81. Minute sein erstes von insgesamt zwei Toren erzielte. Sein letztes Spiel als Nationalspieler bestritt er am 3. Mai 1942 in Budapest beim 5:3-Sieg über die Nationalmannschaft Ungarns, nachdem man zur Pause noch mit 1:3 im Rückstand gewesen ist.
Für die österreichische Nationalmannschaft kam er an zwei aufeinanderfolgenden Tagen und an selber Stätte jeweils gegen die Nationalmannschaft Ungarns zu seinen einzigen Länderspielen. Wurde der am 19. August 1945 in Budapest ausgetragene Vergleich noch mit 0:2 verloren, so folgte tagsdarauf eine 2:5-Niederlage.
Nach den beiden Niederlagen kam es zu einem Trainerwechsel. Unter dem nachfolgenden Teamchef Edi Bauer fand Ludwig Durek keine Berücksichtigung mehr, womit seine Nationalspieler-Karriere bereits beendet war. Nach einer dreijährigen Pause wurde der 1948 als Spieler des SK Sturm Graz von Teamchef Edi Frühwirth als einziger Vertreter eines „Provinzvereins“ in den Teamkader für das olympische Fußballturnier in London einberufen, blieb als Ersatzspieler jedoch ohne Einsatz.
Für die Österreichische B-Nationalmannschaft bestritt er am 21. Mai 1951 zudem den mit 2:3 verlorenen Vergleich mit der saarländischen Nationalmannschaft in Saarbrücken.

## Erfolge
- Österreichischer Vizemeister 1942 (mit dem FC Wien)
- Bezirksmeister Wien 1939 (mit dem FC Wien)
- Steierischer Meister 1948, 1949 (mit Sturm Graz)
- Steirischer Pokalsieger 1948, 1949, 1950 (mit Sturm Graz)

## Trainerkarriere
Nach seiner aktiven Karriere als Fußballspieler wechselte er ins Traineramt und betreute unter anderem die Mannschaften des SK Sturm Graz, des WSV Donawitz und des Klagenfurter AC.

## Sonstiges
- Durek war einer von 21 Spielern, die sowohl für Deutschland als auch für Österreich Länderspiele bestritten hatten.
- Von 1960 bis 1981 war er Obmann der Alt-Internationalen der Steiermark.
- 1996 erhielt er das Sportverdienstzeichen in Gold der Verwaltung Steiermark.[3]